# Miłostki (singel)
Miłostki – trzeci singel polskiej piosenkarki Darii Zawiałow z jej debiutanckiego solowego albumu studyjnego, zatytułowanego A kysz!. Singel został wydany 1 lutego 2017.
Nagranie otrzymało w Polsce status złotego singla, przekraczając liczbę 10 tysięcy sprzedanych kopii.

## Geneza utworu i historia wydania
Utwór napisali i skomponowali Daria Zawiałow, Michał Kusz i Piotr Rubik
Piosenka została umieszczona na debiutanckim albumie studyjnym Zawiałow – A kysz!.

## Teledysk
Do utworu powstał teledysk w reżyserii Karola Łakomieca, który udostępniono 3 kwietnia 2017 za pośrednictwem serwisu YouTube.

## Certyfikaty
| Kraj          | Certyfikat  | Sprzedaż |
| ------------- | ----------- | -------- |
| Polska (ZPAV) | złota płyta | 10 000+  |